# Liste der Kulturdenkmale in Saalfeld/Saale
In der Liste der Kulturdenkmale in Saalfeld/Saale sind alle Kulturdenkmale der thüringischen Kreisstadt Saalfeld/Saale (Landkreis Saalfeld-Rudolstadt) und ihrer Ortsteile aufgelistet (Stand: 12. Februar 2013).

## Saalfeld
Denkmalensemble

| Bild            | Bezeichnung | Lage    | Datierung | Beschreibung | ID |
| --------------- | --- | ------- | --------- | ------------ | -- |
| Fotos hochladen | Denkmalensemble „Stadtkern Saalfeld/Saale“ in der Umgrenzung des Verlaufs der ehemalige Stadtbefestigung                                                                                       | (Karte) |           |              |    |
| Fotos hochladen | Denkmalensemble „Schloßstraße“ mit Schloßstraße 3 – 31, 4 – 14, Lange Gasse 37 und Lindenplatz 1 – 3 / straßenbegleitende Bebauung (Hauptgebäude), bei Nr. 31 auch westl. anschl. Nebengebäude | (Karte) |           |              |    |

Einzeldenkmale

| Bild                           | Bezeichnung | Lage                                 | Datierung       | Beschreibung                        | ID |
| ------------------------------ | --- | ------------------------------------ | --------------- | ----------------------------------- | -- |
| Fotos hochladen                | Stadtbefestigung Saalfeld/Saale | (Karte)                              |                 |                                     |    |
| Fotos hochladen                | Ehemaliger Autohof (mit Sonneberger Straße 8) und Wohnhaus | Albrecht-Dürer-Straße 3/5, 7 (Karte) |                 |                                     |    |
| Fotos hochladen                | Meininger Hof mit Theatersaal | Alte Freiheit 1 (Karte)              |                 |                                     |    |
| Fotos hochladen                | Mietshaus und Nebengebäude | Alte Freiheit 2 (Karte)              |                 |                                     |    |
| Fotos hochladen                | Ehemaliges herzogliches Amtsgebäude mit Grundstück und Einfriedung | Alte Freiheit 3 (Karte)              |                 |                                     |    |
| Fotos hochladen                | Fronveste | Alte Freiheit 5 (Karte)              |                 |                                     |    |
| Fotos hochladen                | Wohnhaus | Alte Freiheit 16 (Karte)             |                 |                                     |    |
| Fotos hochladen                | Wohnhaus | Alte Freiheit 19 (Karte)             |                 |                                     |    |
| Fotos hochladen                | Wohnhaus | Alte Freiheit 21a und b (Karte)      |                 |                                     |    |
| Fotos hochladen                | Arbeiterhaus | Alte Marktgasse 1 (Karte)            |                 |                                     |    |
| Fotos hochladen                | Wohnhaus | Alte Marktgasse 9 (Karte)            |                 |                                     |    |
| Fotos hochladen                | Wohnhaus | Alte Marktgasse 11 (Karte)           |                 |                                     |    |
| Fotos hochladen                | Wohnhaus | Alte Marktgasse 13 (Karte)           |                 |                                     |    |
| Fotos hochladen                | Wohnhaus | Alter Markt 1 (Karte)                |                 |                                     |    |
| Fotos hochladen                | Kellergewölbe | Alter Markt 10 (Karte)               |                 | ehemaliger Standort jetzt Parkplatz |    |
| Fotos hochladen                | Villa | Alter Markt 15 (Karte)               |                 |                                     |    |
| Fotos hochladen                | Renaissanceportal des Wohnhauses | Alter Markt 25 (Karte)               |                 |                                     |    |
| Fotos hochladen                | Wohnhaus | Altsaalfelder Straße 24 (Karte)      |                 |                                     |    |
| Fotos hochladen                | Wohnhaus | Altsaalfelder Straße 46 (Karte)      |                 |                                     |    |
| Fotos hochladen                | Treppe Baderberg | Am Hohen Ufer (Karte)                |                 |                                     |    |
| Fotos hochladen                | Wohnhaus mit Garage, Grundstück und Einfriedung | Am Hohen Ufer 1 (Karte)              |                 |                                     |    |
| Fotos hochladen                | Wohnhaus | Am Hohen Ufer 7 (Karte)              |                 |                                     |    |
| weitere Bilder Fotos hochladen | Schlossbrunnen / Bestandteil Sachgesamtheit „Schloss Saalfeld und Park“ | Am Schloßbrunnen (Karte)             |                 |                                     |    |
| Fotos hochladen                | Wohnhaus mit Grundstück und Einfriedung / Bestandteil Sachgesamtheit „Vier ehemalige Beamten-Wohnhäuser der Schokoladenfabrik Mauxion, Am Sperberhölzchen 5 – 8“                                                                      | Am Sperberhölzchen 5 (Karte)         |                 |                                     |    |
| Fotos hochladen                | Wohnhaus mit Grundstück und Einfriedung / Bestandteil Sachgesamtheit „Vier ehemalige Beamten-Wohnhäuser der Schokoladenfabrik Mauxion, Am Sperberhölzchen 5 – 8“                                                                      | Am Sperberhölzchen 6 (Karte)         |                 |                                     |    |
| Fotos hochladen                | Wohnhaus mit Grundstück und Einfriedung / Bestandteil Sachgesamtheit „Vier ehemalige Beamten-Wohnhäuser der Schokoladenfabrik Mauxion, Am Sperberhölzchen 5 – 8“                                                                      | Am Sperberhölzchen 7 (Karte)         |                 |                                     |    |
| Fotos hochladen                | Wohnhaus mit Grundstück und Einfriedung / Bestandteil Sachgesamtheit „Vier ehemalige Beamten-Wohnhäuser der Schokoladenfabrik Mauxion, Am Sperberhölzchen 5 – 8“                                                                      | Am Sperberhölzchen 8 (Karte)         |                 |                                     |    |
| Fotos hochladen                | Wohnhaus | Am Tauschwitzer Bach 18 (Karte)      |                 |                                     |    |
| Fotos hochladen                | Schulgarten/Bestandteil Sachgesamtheit „Schloss Saalfeld und Park“ | An der Halben Gasse (Karte)          |                 |                                     |    |
| Fotos hochladen                | Verwaltungsgebäude | Bahnhofstraße 6a (Karte)             |                 |                                     |    |
| Fotos hochladen                | Gasthaus/Bestandteil Denkmalensemble „Stadtkern Saalfeld/Saale“ | Barfüßergasse 1 (Karte)              |                 |                                     |    |
| Fotos hochladen                | Wohnhaus/Bestandteil Denkmalensemble „Stadtkern Saalfeld/Saale“ | Barfüßergasse 11 (Karte)             |                 |                                     |    |
| Fotos hochladen                | Portal (Sachteil) / Bestandteil Denkmalensemble „Stadtkern Saalfeld/Saale“ | Barfüßergasse 23 (Karte)             |                 |                                     |    |
| weitere Bilder Fotos hochladen | Haus Bergfried mit Ausstattung und Park mit Parkarchitekturen | Bergfried 1, 2 (Karte)               |                 |                                     |    |
| weitere Bilder Fotos hochladen | Unteres Torhaus und Gärtnerei / Bestandteil Sachgesamtheit „Haus Bergfried“ | Bergfried 3 (Karte)                  |                 |                                     |    |
| Fotos hochladen                | Blankenburger Tor / Bestandteil Denkmalensemble „Stadtkern Saalfeld/Saale“ | Blankenburger Straße (Karte)         |                 |                                     |    |
| weitere Bilder Fotos hochladen | Wohn- und Geschäftshaus / Bestandteil Denkmalensemble „Stadtkern Saalfeld/Saale“ | Blankenburger Straße 1/3 (Karte)     |                 |                                     |    |
| Fotos hochladen                | Wohn- und Geschäftshaus / Bestandteil Denkmalensemble „Stadtkern Saalfeld/Saale“ | Blankenburger Straße 2 (Karte)       |                 |                                     |    |
| weitere Bilder Fotos hochladen | Kellergewölbe unter Wohn- und Geschäftshaus (Neubau) / Bestandteil Denkmalensemble „Stadtkern Saalfeld/Saale“ | Blankenburger Straße 5/7 (Karte)     |                 |                                     |    |
| weitere Bilder Fotos hochladen | Gaststätte „Das Loch“ / Bestandteil Denkmalensemble „Stadtkern Saalfeld/Saale“ | Blankenburger Straße 8 (Karte)       |                 |                                     |    |
| Fotos hochladen                | Restaurant „Alte Post“ (Wohn- und Gasthaus) / Bestandteil Denkmalensemble „Stadtkern Saalfeld/Saale“ | Blankenburger Straße 9 (Karte)       |                 |                                     |    |
| weitere Bilder Fotos hochladen | Hiltmannsches Haus (Wohn- und Geschäftshaus) / Bestandteil Denkmalensemble „Stadtkern Saalfeld/Saale“ | Blankenburger Straße 18 (Karte)      |                 |                                     |    |
| Fotos hochladen                | Ehemalige Gasthof / Bestandteil Denkmalensemble „Stadtkern Saalfeld/Saale“ | Blankenburger Straße 21 (Karte)      |                 |                                     |    |
| Fotos hochladen                | Gartenhaus/Bestandteil Denkmalensemble „Stadtkern Saalfeld/Saale“ | Breitscheidstraße 27 (Karte)         |                 |                                     |    |
| weitere Bilder Fotos hochladen | Ehemaliges Handelshaus/Bestandteil Denkmalensemble „Stadtkern Saalfeld/Saale“ | Brudergasse 9 (Karte)                |                 |                                     |    |
| Fotos hochladen                | Patrizierhaus/Bestandteil Denkmalensemble „Stadtkern Saalfeld/Saale“ | Brudergasse 11 (Karte)               |                 |                                     |    |
| Fotos hochladen                | Stadtgehöft/Bestandteil Denkmalensemble „Stadtkern Saalfeld/Saale“ | Brudergasse 14 (Karte)               |                 |                                     |    |
| Fotos hochladen                | Etagenwohnhaus/Bestandteil Denkmalensemble „Stadtkern Saalfeld/Saale“ | Brudergasse 17 (Karte)               |                 |                                     |    |
| Fotos hochladen                | Etagenwohnhaus/Bestandteil Denkmalensemble „Stadtkern Saalfeld/Saale“ | Brudergasse 19 (Karte)               |                 |                                     |    |
| weitere Bilder Fotos hochladen | Wohnhaus mit Gedenktafel für Otto Ludwig und Reinhard Richter/Bestandteil Denkmalensemble „Stadtkern Saalfeld/Saale“ | Brudergasse 22 (Karte)               |                 |                                     |    |
| Fotos hochladen                | Ehemaliges Zeiss-Werk | Carl-Zeiss-Straße (Karte)            |                 |                                     |    |
| weitere Bilder Fotos hochladen | Darrtor / Bestandteil Denkmalensemble „Stadtkern Saalfeld/Saale“ | Darrtorstraße (Karte)                |                 |                                     |    |
| weitere Bilder Fotos hochladen | „Alte Münze“ / Bestandteil Denkmalensemble „Stadtkern Saalfeld/Saale“ | Darrtorstraße 1 (Karte)              |                 |                                     |    |
| Fotos hochladen                | Renaissance-Portal / Bestandteil Denkmalensemble „Stadtkern Saalfeld/Saale“ | Darrtorstraße 2 (Karte)              |                 |                                     |    |
| Fotos hochladen                | Geschäftshaus / Bestandteil Denkmalensemble „Stadtkern Saalfeld/Saale“ | Darrtorstraße 3/5 (Karte)            |                 |                                     |    |
| Fotos hochladen                | Torwächterhaus / Bestandteil Denkmalensemble „Stadtkern Saalfeld/Saale“ | Darrtorstraße 13 (Karte)             |                 |                                     |    |
| Fotos hochladen                | Doppelwohnhaus (Mietetagenvilla) | Dr.-Wilhelm-Külz-Straße 5/7 (Karte)  |                 |                                     |    |
| Fotos hochladen                | Wohnhaus/Bestandteil Denkmalensemble „Stadtkern Saalfeld/Saale“ | Dr.-Wilhelm-Külz-Straße 12 (Karte)   |                 |                                     |    |
| Fotos hochladen                | Wohn- u. Geschäftshaus/Bestandteil Denkmalensemble „Stadtkern Saalfeld/Saale“ | Fleischgasse 12 (Karte)              |                 |                                     |    |
| Fotos hochladen                | Wohn- und Geschäftshaus/Bestandteil Denkmalensemble „Stadtkern Saalfeld/Saale“ | Friedensstraße 4 (Karte)             |                 |                                     |    |
| Fotos hochladen                | Fachwerkgebäude/Bestandteil des Denkmalensembles „Stadtkern Saalfeld/Saale“ | Friedensstraße 4a (Karte)            |                 |                                     |    |
| Fotos hochladen                | Fachwerkgebäude/Bestandteil des Denkmalensembles „Stadtkern Saalfeld/Saale“ | Friedensstraße 6 (Karte)             |                 |                                     |    |
| Fotos hochladen                | Wohn- und Geschäftshaus | Friedensstraße 7 (Karte)             |                 |                                     |    |
| Fotos hochladen                | Kelleranlage | Friedensstraße 26 (Karte)            |                 |                                     |    |
| Fotos hochladen                | Wohnhaus | Friedensstraße 33 (Karte)            |                 |                                     |    |
| Fotos hochladen                | Keller (Sachteil) | Friedensstraße 42 (Karte)            |                 |                                     |    |
| Fotos hochladen                | Wohnhaus | Friedensstraße 46 (Karte)            |                 |                                     |    |
| Fotos hochladen                | Kelleranlage | Friedensstraße 50 (Karte)            |                 |                                     |    |
| Fotos hochladen                | Wohnhaus | Friedensstraße 56 (Karte)            |                 |                                     |    |
| weitere Bilder Fotos hochladen | Martinskapelle – auch Siechenkapelle genannt | Friedensstraße 62 (Karte)            |                 |                                     |    |
| Fotos hochladen                | Friedhof: Feierhalle einschl. Auerbach-Gruft und Krematorium | Friedhofstraße 2 (Karte)             |                 |                                     |    |
| Fotos hochladen                | Friedhof: ausgewählte Grabmale, nordwestliche historische Friedhofsmauer einschl. Wandgrabmale und schmiedeeiserne Grabeinfriedungen, separates Gräberfeld für sowjetische Zwangsarbeiter und Kinder einschl. Obelisk und Einfriedung | Friedhofstraße 2 (Karte)             |                 |                                     |    |
| Fotos hochladen                | Wohnhaus mit Torfahrt / Bestandteil Denkmalensemble „Stadtkern Saalfeld/Saale“ | Gerbergasse 12 (Karte)               |                 |                                     |    |
| Fotos hochladen                | Tonnengewölbekeller/Bestandteil Denkmalensemble „Stadtkern Saalfeld/Saale“ | Gerbergasse 14 (Karte)               |                 |                                     |    |
| Fotos hochladen                | Fabrikgebäude (sog. Hochhaus) des ehemaligen Verpackungsmittelwerkes | Grüne Mitte 6 (Karte)                |                 |                                     |    |
| Fotos hochladen                | Wohnhaus | Grünhain 12 (Karte)                  |                 |                                     |    |
| Fotos hochladen                | Villa mit Anbau, Nebengebäude, Grundstück und Einfriedung | Gutenbergstraße 3 (Karte)            |                 |                                     |    |
| Fotos hochladen                | Villa | Haeckelstraße 5 (Karte)              |                 |                                     |    |
| Fotos hochladen                | Villa | Haeckelstraße 7 (Karte)              |                 |                                     |    |
| Fotos hochladen                | Handwerkerhaus | Halbe Gasse 15 (Karte)               |                 |                                     |    |
| Fotos hochladen                | Ehemalige Schlossgärtnerei / Bestandteil Sachgesamtheit „Schloss Saalfeld und Park Saalfeld“ | Halbe Gasse 18 (Karte)               |                 |                                     |    |
| Fotos hochladen                | städtisches Wohnhaus | Hirschengasse 11 (Karte)             |                 |                                     |    |
| Fotos hochladen                | Wohnhaus | Hirschengasse 19 (Karte)             |                 | ehemaliger Standort                 |    |
| Fotos hochladen                | Ehemaliges Zentrallager Konsumgenossenschaftsverband Saalfeld | Industriestraße 1 (Karte)            |                 |                                     |    |
| weitere Bilder Fotos hochladen | Wohn- und Geschäftshaus mit Hofbebauung/Bestandteil Denkmalensemble „Stadtkern Saalfeld/Saale“ | Johannisgasse 5 (Karte)              |                 |                                     |    |
| Fotos hochladen                | Wohnhaus und Keller/Bestandteil Denkmalensemble „Stadtkern Saalfeld/Saale“ | Johannisgasse 8 (Karte)              |                 |                                     |    |
| Fotos hochladen                | Wohn- und Gasthaus/Bestandteil Denkmalensemble „Stadtkern Saalfeld/Saale“ | Johannisgasse 10 (Karte)             |                 |                                     |    |
| Fotos hochladen                | Handwerkerhaus/Bestandteil Denkmalensemble „Stadtkern Saalfeld/Saale“ | Judengasse 1 (Karte)                 |                 |                                     |    |
| Fotos hochladen                | Wohn- und Geschäftshaus/Bestandteil Denkmalensemble „Stadtkern Saalfeld/Saale“ | Judengasse 2 (Karte)                 |                 |                                     |    |
| Fotos hochladen                | Handwerkerhaus/Bestandteil Denkmalensemble „Stadtkern Saalfeld/Saale“ | Judengasse 4 (Karte)                 |                 |                                     |    |
| Fotos hochladen                | Wohn- und Geschäftshaus/Bestandteil Denkmalensemble „Stadtkern Saalfeld/Saale“ | Judengasse 5 (Karte)                 |                 |                                     |    |
| Fotos hochladen                | Gewölbekeller (Sachteil)/Bestandteil Denkmalensemble „Stadtkern Saalfeld/Saale“ | Judengasse 7 (Karte)                 |                 |                                     |    |
| weitere Bilder Fotos hochladen | Johanneskirche/Bestandteil Denkmalensemble „Stadtkern Saalfeld/Saale“ | Kirchplatz 1 (Karte)                 |                 |                                     |    |
| Fotos hochladen                | Superintendentur/Bestandteil Denkmalensemble „Stadtkern Saalfeld/Saale“ | Kirchplatz 3 (Karte)                 |                 |                                     |    |
| Fotos hochladen                | Pfarrhaus/Bestandteil Denkmalensemble „Stadtkern Saalfeld/Saale“ | Kirchplatz 4 (Karte)                 |                 |                                     |    |
| Fotos hochladen                | Wohn- und Geschäftshaus/Bestandteil Denkmalensemble „Stadtkern Saalfeld/Saale“ | Kirchplatz 6 (Karte)                 |                 |                                     |    |
| Fotos hochladen                | Arbeiterhaus/Bestandteil Denkmalensemble „Stadtkern Saalfeld/Saale“ | Kleine Gasse 1 (Karte)               |                 |                                     |    |
| Fotos hochladen                | Wohnhaus/Bestandteil Denkmalensemble „Stadtkern Saalfeld/Saale“ | Kleine Gasse 2 (Karte)               |                 |                                     |    |
| Fotos hochladen                | Bürgerhaus/Bestandteil Denkmalensemble „Stadtkern Saalfeld/Saale“ | Klostergasse 9 (Karte)               |                 |                                     |    |
| Fotos hochladen                | Wohnhaus/Bestandteil Denkmalensemble „Stadtkern Saalfeld/Saale“ | Klostergasse 13 (Karte)              |                 |                                     |    |
| Fotos hochladen                | Wohnhaus/Bestandteil Denkmalensemble „Stadtkern Saalfeld/Saale“ | Klostergasse 28 (Karte)              |                 |                                     |    |
| Fotos hochladen                | Wohnhaus/Bestandteil Denkmalensemble „Stadtkern Saalfeld/Saale“ | Klostergasse 46 (Karte)              |                 |                                     |    |
| Fotos hochladen                | Einfamilienwohnhaus mit Garage und Pavillon | Knochstraße 31 (Karte)               |                 |                                     |    |
| Fotos hochladen                | Wohnhaus mit Nebengebäude/Bestandteil Denkmalensemble „Stadtkern Saalfeld/Saale“ | Köditzgasse 1 a (Karte)              |                 |                                     |    |
| weitere Bilder Fotos hochladen | Amtsgefängnis/Bestandteil Denkmalensemble „Stadtkern Saalfeld/Saale“ | Köditzgasse 2 (Karte)                |                 |                                     |    |
| Fotos hochladen                | Wohn- und Geschäftshaus/Bestandteil Denkmalensemble „Stadtkern Saalfeld/Saale“ | Köditzgasse 3 (Karte)                |                 |                                     |    |
| Fotos hochladen                | Handwerkerhaus/Bestandteil Denkmalensemble „Stadtkern Saalfeld/Saale“ | Köditzgasse 5 (Karte)                |                 |                                     |    |
| Fotos hochladen                | Handwerkerhaus/Bestandteil Denkmalensemble „Stadtkern Saalfeld/Saale“ | Köditzgasse 7 (Karte)                |                 |                                     |    |
| Fotos hochladen                | Handelshof/Bestandteil Denkmalensemble „Stadtkern Saalfeld/Saale“ | Köditzgasse 27 (Karte)               |                 |                                     |    |
| Fotos hochladen                | zwei Wassertürme (Bahnhofsgelände) | Kulmbacher Straße 21 (Karte)         |                 |                                     |    |
| weitere Bilder Fotos hochladen | Postgebäude | Kulmbacher Straße 27 (Karte)         |                 |                                     |    |
| Fotos hochladen                | Fassade Wohnhaus (Sachteil) | Kulmstraße 11a (Karte)               |                 |                                     |    |
| Fotos hochladen                | Ehemaliges Fabrikgebäude (Viktoria-Nähmaschinen-Fabrik) | Kulmstraße 33 (Karte)                |                 |                                     |    |
| Fotos hochladen                | Wohnhaus | Lange Gasse 8 (Karte)                |                 |                                     |    |
| Fotos hochladen                | Wohnhaus | Lange Gasse 9 (Karte)                |                 |                                     |    |
| Fotos hochladen                | Ehemaliges Handwerkerhaus | Lange Gasse 18 (Karte)               |                 |                                     |    |
| Fotos hochladen                | Wohnhaus | Lange Gasse 25 (Karte)               |                 |                                     |    |
| Fotos hochladen                | Wohnhaus | Lange Gasse 26 (Karte)               |                 |                                     |    |
| Fotos hochladen                | Scheune | Lange Gasse 34 (Karte)               |                 |                                     |    |
| Fotos hochladen                | Wohnhaus | Lange Gasse 36 (Karte)               |                 |                                     |    |
| Fotos hochladen                | Hofanlage | Lange Gasse 46 (Karte)               |                 |                                     |    |
| Fotos hochladen                | Hofanlage | Lange Gasse 50/52 (Karte)            |                 |                                     |    |
| Fotos hochladen                | Arbeiterhaus und Nebengebäude | Lange Gasse 54 (Karte)               |                 |                                     |    |
| Fotos hochladen                | Wohnhaus / Bestandteil Denkmalensemble „Schloßstraße“ | Lindenplatz 1 (Karte)                |                 |                                     |    |
| weitere Bilder Fotos hochladen | Rathaus/Bestandteil Denkmalensemble „Stadtkern Saalfeld/Saale“ | Markt 1 (Karte)                      |                 |                                     |    |
| Fotos hochladen                | Wohn- und Geschäftshaus / Bestandteil Denkmalensemble „Stadtkern Saalfeld/Saale“ | Markt 2 (Karte)                      |                 |                                     |    |
| Fotos hochladen                | Ehemaliger Gasthof „Roter Hirsch“ / Bestandteil Denkmalensemble „Stadtkern Saalfeld/Saale“ | Markt 6 (Karte)                      |                 |                                     |    |
| Fotos hochladen                | Wohn- und Geschäftshaus / Bestandteil Denkmalensemble „Stadtkern Saalfeld/Saale“ | Markt 12 (Karte)                     |                 |                                     |    |
| Fotos hochladen                | Wohn- und Geschäftshaus / Bestandteil Denkmalensemble „Stadtkern Saalfeld/Saale“ | Markt 13 (Karte)                     |                 |                                     |    |
| Fotos hochladen                | Romanisches Haus (Apotheke) / Bestandteil Denkmalensemble „Stadtkern Saalfeld/Saale“ | Markt 21 (Karte)                     |                 |                                     |    |
| Fotos hochladen                | Wohn- und Geschäftshaus / Bestandteil Denkmalensemble „Stadtkern Saalfeld/Saale“ | Markt 24 (Karte)                     |                 |                                     |    |
| weitere Bilder Fotos hochladen | Gasthaus (Hotel Anker) / Bestandteil Denkmalensemble „Stadtkern Saalfeld/Saale“ | Markt 25 (Karte)                     |                 |                                     |    |
| Fotos hochladen                | Ehemaliger Gasthof „Güldene Gans“ / Bestandteil Denkmalensemble „Stadtkern Saalfeld/Saale“ | Markt 26 (Karte)                     |                 |                                     |    |
| Fotos hochladen                | Ehemaliges Stadtmauerturm/Bestandteil Denkmalensemble „Stadtkern Saalfeld/Saale“ | Münzplatz 3 (Karte)                  |                 |                                     |    |
| weitere Bilder Fotos hochladen | Ehemaliges Franziskanerkloster/Bestandteil Denkmalensemble „Stadtkern Saalfeld/Saale“ | Münzplatz 5 (Karte)                  |                 |                                     |    |
| Fotos hochladen                | Schokoladenfabrik | Neumühle 1 (Karte)                   |                 |                                     |    |
| Fotos hochladen                | Ehemaliges Werkmeisterwohnhaus mit Nebengebäude, Grundstück und Einfriedung | Neumühle 3 (Karte)                   |                 |                                     |    |
| Fotos hochladen                | Gärtnerei (ehemaliges Gärtnerei Schokoladenfabrik Mauxion) | Neumühle 5 (Karte)                   |                 |                                     |    |
| Fotos hochladen                | Laubenkolonie | Neumühlenweg (Karte)                 |                 |                                     |    |
| Fotos hochladen                | Gewölbekeller/Bestandteil Denkmalensemble „Stadtkern Saalfeld/Saale“ | Niedere Köditzgasse 1 (Karte)        |                 |                                     |    |
| Fotos hochladen                | Gewölbekeller/Bestandteil Denkmalensemble „Stadtkern Saalfeld/Saale“ | Niedere Köditzgasse 9 (Karte)        |                 |                                     |    |
| Fotos hochladen                | Gewölbekeller/Bestandteil Denkmalensemble „Stadtkern Saalfeld/Saale“ | Niedere Köditzgasse 17 (Karte)       |                 |                                     |    |
| weitere Bilder Fotos hochladen | Ehemaliges Ackerbürgerhaus/Bestandteil Denkmalensemble „Stadtkern Saalfeld/Saale“ | Niedere Köditzgasse 22 (Karte)       |                 |                                     |    |
| Fotos hochladen                | Wohnhaus/Bestandteil Denkmalensemble „Stadtkern Saalfeld/Saale“ | Niedere Köditzgasse 29 (Karte)       |                 |                                     |    |
| weitere Bilder Fotos hochladen | Oberes Tor/Bestandteil Denkmalensemble „Stadtkern Saalfeld/Saale“ | Obere Straße (Karte)                 |                 |                                     |    |
| Fotos hochladen                | Ehemaliges Bürgerhaus/Bestandteil Denkmalensemble „Stadtkern SaalfeldSaale“ | Obere Straße 1 (Karte)               |                 |                                     |    |
| Fotos hochladen                | Remise des ehemaligen Handelshofs/Bestandteil Denkmalensemble „Stadtkern Saalfeld/Saale“ | Obere Straße 2 (Karte)               |                 |                                     |    |
| Fotos hochladen                | Ehemaliges Handelshof/Bestandteil Denkmalensemble „Stadtkern Saalfeld/Saale“ | Obere Straße 2 (Karte)               |                 |                                     |    |
| Fotos hochladen                | Histor. Geschäftshaus/Bestandteil Denkmalensemble „Stadtkern Saalfeld/Saale“ | Obere Straße 4 (Karte)               |                 |                                     |    |
| Fotos hochladen                | Wohn- und Geschäftshaus/Bestandteil Denkmalensemble „Stadtkern Saalfeld/Saale“ | Obere Straße 7 (Karte)               |                 |                                     |    |
| Fotos hochladen                | Wohn- und Geschäftshaus/Bestandteil Denkmalensemble „Stadtkern Saalfeld/Saale“ | Obere Straße 17 (Karte)              |                 |                                     |    |
| Fotos hochladen                | Wohnhaus / Bestandteil Denkmalensemble „Stadtkern Saalfeld/Saale“ | Obere Torgasse 15 (Karte)            |                 |                                     |    |
| Fotos hochladen                | Handwerkerhaus / Bestandteil Denkmalensemble „Stadtkern Saalfeld/Saale“ | Obere Torgasse 17 (Karte)            |                 |                                     |    |
| Fotos hochladen                | Sachteil Stadtmauer / Bestandteil Denkmalensemble „Stadtkern Saalfeld/Saale“ | Obere Torgasse 29 (Karte)            |                 |                                     |    |
| Fotos hochladen                | Etagenvilla | Pfortenstraße 3 (Karte)              |                 |                                     |    |
| Fotos hochladen                | Villa | Pfortenstraße 4 (Karte)              |                 |                                     |    |
| weitere Bilder Fotos hochladen | römisch-katholische Kirche Corpus Christi | Pfortenstraße 12 (Karte)             | 1906            |                                     |    |
| Fotos hochladen                | Pfarrhaus | Pfortenstraße 14 (Karte)             |                 |                                     |    |
| Fotos hochladen                | Ehemalige Forstschule | Pfortenstraße 38 (Karte)             |                 |                                     |    |
| Fotos hochladen                | Brückenkopf Altsaalfeld der Vorgängerbrücke über die Saale | Pößnecker Straße (Karte)             |                 |                                     |    |
| Fotos hochladen                | Villa | Pößnecker Straße 50 (Karte)          |                 |                                     |    |
| Fotos hochladen                | Thüringen-Klinik | Rainweg 68 (Karte)                   |                 |                                     |    |
| Fotos hochladen                | Wohn- und Geschäftshaus / Bestandteil Denkmalensemble „Stadtkern Saalfeld/Saale“ | Saalstraße 1 (Karte)                 |                 |                                     |    |
| Fotos hochladen                | Wohn- und Geschäftshaus (Stuckdecke) / Bestandteil Denkmalensemble „Stadtkern Saalfeld/Saale“ | Saalstraße 2 (Karte)                 |                 |                                     |    |
| weitere Bilder Fotos hochladen | Wohn- und Geschäftshaus (ehemalige Fleischbänke) / Bestandteil Denkmalensemble „Stadtkern Saalfeld/Saale“ | Saalstraße 3 (Karte)                 |                 |                                     |    |
| Fotos hochladen                | Geschäftshaus / Bestandteil Denkmalensemble „Stadtkern Saalfeld/Saale“ | Saalstraße 7 (Karte)                 |                 |                                     |    |
| Fotos hochladen                | Geschäftshaus (Gebäuderückwand mit Portal und Fenstergewände) / Bestandteil Denkmalensemble „Stadtkern Saalfeld/Saale“ | Saalstraße 9 (Karte)                 |                 |                                     |    |
| weitere Bilder Fotos hochladen | Patrizierhaus / Bestandteil Denkmalensemble „Stadtkern Saalfeld/Saale“ | Saalstraße 11 (Karte)                |                 |                                     |    |
| Fotos hochladen                | Wohn- und Geschäftshaus / Bestandteil Denkmalensemble „Stadtkern Saalfeld/Saale“ | Saalstraße 15 (Karte)                |                 |                                     |    |
| Fotos hochladen                | Wohn- und Geschäftshaus / Bestandteil Denkmalensemble „Stadtkern Saalfeld/Saale“ | Saalstraße 17 (Karte)                |                 |                                     |    |
| Fotos hochladen                | Wohn- und Geschäftshaus / Bestandteil Denkmalensemble „Stadtkern Saalfeld/Saale“ | Saalstraße 28 (Karte)                |                 |                                     |    |
| weitere Bilder Fotos hochladen | Wohn- und Geschäftshaus / Bestandteil Denkmalensemble „Stadtkern Saalfeld/Saale“ | Saalstraße 43 (Karte)                |                 |                                     |    |
| Fotos hochladen                | Bankgebäude / Bestandteil Denkmalensemble „Stadtkern Saalfeld/Saale“ | Saalstraße 48 (Karte)                |                 |                                     |    |
| weitere Bilder Fotos hochladen | Saaltor / Bestandteil Denkmalensemble „Stadtkern Saalfeld/Saale“ | Saalstraße 60 (Karte)                |                 |                                     |    |
| Fotos hochladen                | Ehemaliges Bankhaus/Bestandteil Denkmalensemble „Stadtkern Saalfeld/Saale“ | Saumarkt 1 (Karte)                   |                 |                                     |    |
| Fotos hochladen                | Etagenvilla | Schillerstraße 3 (Karte)             |                 |                                     |    |
| weitere Bilder Fotos hochladen | Schlosshang / Bestandteil Sachgesamtheit „Schloss und Park Saalfeld/Saale“ | Schloßberg (Karte)                   |                 |                                     |    |
| Fotos hochladen                | Orangerie / Bestandteil Sachgesamtheit „Schloss und Park Saalfeld/Saale“ | Schloßstraße (Karte)                 |                 |                                     |    |
| Fotos hochladen                | Gedenkstein „Todesmarsch der Buchenwald-Häftlinge“ | Schloßstraße (Karte)                 |                 |                                     |    |
| Fotos hochladen                | Schlosspark / Bestandteil Sachgesamtheit „Schloss und Park Saalfeld/Saale“ | Schloßstraße (Karte)                 |                 |                                     |    |
| Fotos hochladen                | Wohnhaus mit Rückgebäude / Bestandteil Denkmalensemble „Schloßstraße“ | Schloßstraße 4 (Karte)               |                 |                                     |    |
| Fotos hochladen                | Wohnhaus mit Seiten- und Rückgebäude / Bestandteil Denkmalensemble „Schloßstraße“ | Schloßstraße 11 (Karte)              |                 |                                     |    |
| Fotos hochladen                | Wohnhaus mit Seitengebäuden / Bestandteil Denkmalensemble „Schloßstraße“ | Schloßstraße 17 (Karte)              |                 |                                     |    |
| Fotos hochladen                | Wohnhaus / Bestandteil Denkmalensemble „Schloßstraße“ | Schloßstraße 21 (Karte)              |                 |                                     |    |
| Fotos hochladen                | Ehemaliger Marstall / Bestandteil Sachgesamtheit „Schloss und Park Saalfeld/Saale“ | Schloßstraße 22 (Karte)              |                 |                                     |    |
| Fotos hochladen                | Sachgesamtheit „Schloss und Park Saalfeld / Saale“ mit Einfriedung, Nebengebäude, Orangerie, Teepavillon, Marstall, Brunnen, ehemalige Schlossgärtnerei                                                                               | Schloßstraße 22/24 (Karte)           |                 |                                     |    |
| Fotos hochladen                | Histor. Kelleranlage des Wohn- und Geschäftshauses (Neubau) und Ausfahrt Hirschengasse (Sandsteinpfeiler) / Bestandteil Denkmalensemble „Schloßstraße“                                                                                | Schloßstraße 23 (Karte)              |                 |                                     |    |
| Fotos hochladen                | Schloss / Bestandteil Sachgesamtheit „Schloss und Park Saalfeld/Saale“ | Schloßstraße 24 (Karte)              |                 |                                     |    |
| Fotos hochladen                | Wohn- und Geschäftshaus / Bestandteil Denkmalensemble „Schloßstraße“ | Schloßstraße 25 (Karte)              |                 |                                     |    |
| Fotos hochladen                | Wohnhaus (ehemalige Schlosswache) / Bestandteil Sachgesamtheit „Schloss und Park Saalfeld/Saale“ | Schloßstraße 26 (Karte)              |                 |                                     |    |
| Fotos hochladen                | Wohnhaus / Bestandteil Denkmalensemble „Schloßstraße“ | Schloßstraße 27 (Karte)              |                 |                                     |    |
| Fotos hochladen                | Wohnhaus / Bestandteil Denkmalensemble „Schloßstraße“ | Schloßstraße 29 (Karte)              |                 |                                     |    |
| Fotos hochladen                | Wohn- und Geschäftshaus/Bestandteil Denkmalensemble „Stadtkern Saalfeld/Saale“ | Schulplatz 5 (Karte)                 |                 |                                     |    |
| weitere Bilder Fotos hochladen | Burgruine „Hoher Schwarm“/Bestandteil Denkmalensemble „Stadtkern Saalfeld/Saale“ | Schwarmgasse (Karte)                 |                 |                                     |    |
| weitere Bilder Fotos hochladen | Ehemalige Nikolaikirche mit Einfriedungsmauer/Bestandteil Denkmalensemble „Stadtkern Saalfeld/Saale“ | Schwarmgasse 22 (Karte)              | 12. Jahrhundert |                                     |    |
| weitere Bilder Fotos hochladen | Schlösschen Kitzerstein mit Nebengebäude und Einfriedung/Bestandteil Denkmalensemble „Stadtkern Saalfeld/Saale“ | Schwarmgasse 24 (Karte)              |                 |                                     |    |
| Fotos hochladen                | Wohnhaus mit Grundstück und Einfriedung / Bestandteil Denkmalensemble „Stadtkern Saalfeld/Saale“ | Schwarmgasse 26 (Karte)              |                 |                                     |    |
| Fotos hochladen                | Eingang Fürstenhuther Stollen | Siechenbach (Karte)                  |                 |                                     |    |
| Fotos hochladen                | Wohnhaus mit Einfriedung und Gartengrundstück | Sonneberger Straße 6 (Karte)         |                 |                                     |    |
| Fotos hochladen                | Geschäftshaus/Bestandteil ehemaliger Autohof | Sonneberger Straße 8 (Karte)         |                 |                                     |    |
| Fotos hochladen                | Schulgebäude mit Turnhalle und Lehrerwohnhaus | Sonneberger Straße 15/17 (Karte)     |                 |                                     |    |
| Fotos hochladen                | Mehrfamilienwohnhaus | Sonneberger Straße 46 (Karte)        |                 |                                     |    |
| Fotos hochladen                | Wohnhaus | Tiefer Weg 24 (Karte)                |                 |                                     |    |
| Fotos hochladen                | Wohnhaus/Bestandteil Denkmalensemble „Stadtkern Saalfeld/Saale“ | Töpfergasse 3 (Karte)                |                 |                                     |    |
| Fotos hochladen                | Gartenhaus/Bestandteil Denkmalensemble „Stadtkern Saalfeld/Saale“ | Unterm Kitzerstein (Karte)           |                 |                                     |    |
| Fotos hochladen                | Altbergbau | Wachserzweg (Karte)                  |                 |                                     |    |
| Fotos hochladen                | Sachteil Gewölbekeller/Bestandteil Denkmalensemble „Stadtkern Saalfeld/Saale“ | Webergasse 35 (Karte)                |                 |                                     |    |
| weitere Bilder Fotos hochladen | Villa Wetzelstein mit Ausstattung, Parkanlage und Parkarchitekturen, Brunnenbecken, Bogenbrücke (Aussichtspunkt) | Wetzelstein 1 (Karte)                |                 |                                     |    |
| BW                             | Ehemalige Eisenerzgrube | Wittmannsgereuther Straße (Karte)    |                 |                                     |    |
| Fotos hochladen                | Betriebsfachschule | Wüste Köditz 3 (Karte)               |                 |                                     |    |

## Arnsgereuth
Einzeldenkmale

| Bild                           | Bezeichnung               | Lage                  | Datierung | Beschreibung | ID |
| ------------------------------ | ------------------------- | --------------------- | --------- | ------------ | -- |
| weitere Bilder Fotos hochladen | Gehöft östlich der Kirche | Ortsstraße 2 (Karte)  |           |              |    |
| weitere Bilder Fotos hochladen | Hofanlage                 | Ortsstraße 7 (Karte)  |           |              |    |
| weitere Bilder Fotos hochladen | Hofanlage                 | Ortsstraße 8 (Karte)  |           |              |    |
| weitere Bilder Fotos hochladen | Kirche mit Ausstattung    | Ortsstraße 22 (Karte) |           |              |    |

## Aue am Berg
Einzeldenkmale

| Bild                                    | Bezeichnung                                                              | Lage                  | Datierung | Beschreibung                              | ID |
| --------------------------------------- | ------------------------------------------------------------------------ | --------------------- | --------- | ----------------------------------------- | -- |
| Direkt Bild zu diesem Denkmal hochladen | Kirche mit Ausstattung WD                                                | Ortsstraße 5          |           | romanische Kirche aus dem 12. Jahrhundert |    |
| Fotos hochladen                         | Grenzhaus Kämmeritze mit Ausstattung, Reste der Toranlage sowie Chaussee | Ortsstraße 34 (Karte) |           |                                           |    |

## Braunsdorf
Einzeldenkmale

| Bild                           | Bezeichnung                           | Lage                          | Datierung | Beschreibung | ID |
| ------------------------------ | ------------------------------------- | ----------------------------- | --------- | ------------ | -- |
| weitere Bilder Fotos hochladen | Kirche mit Ausstattung                | (Karte)                       |           |              |    |
| Fotos hochladen                | Friedhof mit historischen Grabsteinen | Koordinaten fehlen! Hilf mit. |           |              |    |
| Fotos hochladen                | Pfarrhaus mit Stallgebäude            | Braunsdorf 12                 |           |              |    |

## Burkersdorf
Einzeldenkmale

| Bild            | Bezeichnung | Lage           | Datierung | Beschreibung | ID |
| --------------- | ----------- | -------------- | --------- | ------------ | -- |
| Fotos hochladen | Gehöft      | Burkersdorf 42 |           |              |    |

## Crösten
Einzeldenkmale

| Bild            | Bezeichnung | Lage                               | Datierung | Beschreibung | ID |
| --------------- | ----------- | ---------------------------------- | --------- | ------------ | -- |
| Fotos hochladen | Gehöft      | Straße der Freundschaft 17 (Karte) |           |              |    |

## Dittersdorf
Einzeldenkmale

| Bild            | Bezeichnung                        | Lage           | Datierung | Beschreibung | ID |
| --------------- | ---------------------------------- | -------------- | --------- | ------------ | -- |
| Fotos hochladen | Wohnhaus                           | Dittersdorf 7  |           |              |    |
| Fotos hochladen | Bauerngehöft, Wohnhaus und Scheune | Dittersdorf 27 |           |              |    |

## Dittrichshütte
Einzeldenkmale

| Bild                           | Bezeichnung         | Lage                       | Datierung | Beschreibung | ID |
| ------------------------------ | ------------------- | -------------------------- | --------- | ------------ | -- |
| weitere Bilder Fotos hochladen | Windmühle           | An der Windmühle 2 (Karte) |           |              |    |
| Fotos hochladen                | Ehemaliges Backhaus | Birkenheide 12             |           |              |    |
| Fotos hochladen                | Gehöft              | Birkenheide 25             |           |              |    |

## Eyba
Einzeldenkmale

| Bild                           | Bezeichnung            | Lage            | Datierung | Beschreibung | ID |
| ------------------------------ | ---------------------- | --------------- | --------- | ------------ | -- |
| weitere Bilder Fotos hochladen | Kirche mit Ausstattung | Eyba 1 (Karte)  |           |              |    |
| weitere Bilder Fotos hochladen | Schloss                | Eyba 23 (Karte) |           |              |    |
| Fotos hochladen                | Gehöft                 | Eyba 25         |           |              |    |

## Garnsdorf
Einzeldenkmale

| Bild                           | Bezeichnung | Lage                             | Datierung | Beschreibung | ID |
| ------------------------------ | --- | -------------------------------- | --------- | ------------ | -- |
| weitere Bilder Fotos hochladen | Feengrotten, Gruben und Stollen des historischen Alaunschieferbergbaus, Fassung der Mundlöcher, Brunnen- und Quellenhaus, Grottenschenke und Außenanlagen | Feengrottenweg 2 (Karte)         |           |              |    |
| Fotos hochladen                | Gehöft | Garnsdorfer Straße 20 (Karte)    |           |              |    |
| Fotos hochladen                | Gehöft | Garnsdorfer Straße 33 (Karte)    |           |              |    |
| Fotos hochladen                | Villa Auerbach mit Nebengebäude, Toranlage und gestalteter Gartenanlage mit Einfriedung                                                                   | Garnsdorfer Straße 52/54 (Karte) |           |              |    |
| Fotos hochladen                | Teehaus der Villa Auerbach | Jacob-Grimm-Straße 14 (Karte)    |           |              |    |
| Fotos hochladen                | Wohnstallhaus | Untere Dorfstraße 13 (Karte)     |           |              |    |
| Fotos hochladen                | Wohnhaus mit Fachwerkscheune | Untere Dorfstraße 20 (Karte)     |           |              |    |
| Fotos hochladen                | Bauernhaus | Untere Dorfstraße 21 (Karte)     |           |              |    |

## Gorndorf
Denkmalensemble

| Bild            | Bezeichnung                                                       | Lage                       | Datierung | Beschreibung | ID |
| --------------- | ----------------------------------------------------------------- | -------------------------- | --------- | ------------ | -- |
| Fotos hochladen | Denkmalensemble „Wohnanlage Stauffenbergstraße 7 – 47, 146 – 168“ | Stauffenbergstraße (Karte) |           |              |    |

Einzeldenkmale

| Bild                           | Bezeichnung                                                                              | Lage                                 | Datierung | Beschreibung | ID |
| ------------------------------ | ---------------------------------------------------------------------------------------- | ------------------------------------ | --------- | ------------ | -- |
| BW                             | Ehemaliger Silberbergbau, Halden und Pingen im bewaldeten Teil des Silberkammergangzuges | (Karte)                              |           |              |    |
| Fotos hochladen                | Schule                                                                                   | Albert-Schweitzer-Straße 148 (Karte) |           |              |    |
| Fotos hochladen                | Villa in Gartengrundstück                                                                | An der Politz 10 (Karte)             |           |              |    |
| weitere Bilder Fotos hochladen | Kirche mit Ausstattung                                                                   | Ratsgasse (Karte)                    |           |              |    |
| Fotos hochladen                | Bauerngehöft                                                                             | Weirastraße 26 (Karte)               |           |              |    |

## Graba
Einzeldenkmale

| Bild                           | Bezeichnung                                                            | Lage                             | Datierung | Beschreibung | ID |
| ------------------------------ | ---------------------------------------------------------------------- | -------------------------------- | --------- | --- | -- |
| weitere Bilder Fotos hochladen | Kirche mit Ausstattung, Kirchhof (ehemaliger Friedhof) und Einfriedung | An der Gertrudiskirche 1 (Karte) |           | Gertrudiskirche; spätgotischer Chor |    |
| Fotos hochladen                | Pfarrhaus                                                              | An der Gertrudiskirche 2 (Karte) |           | |    |
| Fotos hochladen                | Ehemaliges Pfarrhaus                                                   | An der Gertrudiskirche 3 (Karte) |           | |    |
| Fotos hochladen                | Villa                                                                  | Fingersteinstraße 4 (Karte)      |           | |    |
| Fotos hochladen                | Wohnhaus mit Garten und Einfriedung                                    | Fingersteinstraße 34 (Karte)     |           | Das Haus wurde von den Jenaer Architekten Schreiter und Schlag im Jahr 1930 für den Saalfelder Arzt Dr. Schöning gebaut. Neben der Fassadengestaltung mit Bauhauselementen ist vor allem die erhaltene Innenausstattung mit zahlreichen Einbauschränken und einem imposanten Treppenhaus sehenswert. |    |
| Fotos hochladen                | Ehemalige Schraubenfabrik                                              | Grabaer Straße 1 (Karte)         |           | |    |

## Kleingeschwenda
Denkmalensemble

| Bild            | Bezeichnung                           | Lage           | Datierung | Beschreibung | ID |
| --------------- | ------------------------------------- | -------------- | --------- | ------------ | -- |
| Fotos hochladen | Denkmalensemble „Kirche und Pfarrhof“ | Hoheneiche 1/3 |           |              |    |

Einzeldenkmale

| Bild                           | Bezeichnung                                                                            | Lage                 | Datierung | Beschreibung                                      | ID |
| ------------------------------ | -------------------------------------------------------------------------------------- | -------------------- | --------- | ------------------------------------------------- | -- |
| weitere Bilder Fotos hochladen | Kirche mit Ausstattung                                                                 | Hoheneiche 1 (Karte) |           | Bestandteil Denkmalensemble „Kirche und Pfarrhof“ |    |
| Fotos hochladen                | Pfarrhof (Pfarrhaus/Nr. 3 mit Nebengebäude/Nr. 2, Scheune, Grundstück und Einfriedung) | Hoheneiche 2 und 3   |           | Bestandteil Denkmalensemble „Kirche und Pfarrhof“ |    |
| Fotos hochladen                | Gehöft                                                                                 | Kleingeschwenda 10   |           |                                                   |    |

## Knobelsdorf
Einzeldenkmale

| Bild                           | Bezeichnung            | Lage                   | Datierung | Beschreibung | ID |
| ------------------------------ | ---------------------- | ---------------------- | --------- | ------------ | -- |
| weitere Bilder Fotos hochladen | Kirche mit Ausstattung | Knobelsdorf 17 (Karte) |           |              |    |

## Köditz
Einzeldenkmale

| Bild                           | Bezeichnung                     | Lage                      | Datierung | Beschreibung | ID |
| ------------------------------ | ------------------------------- | ------------------------- | --------- | ------------ | -- |
| Fotos hochladen                | Gehöft                          | An der Bahn 5 (Karte)     |           |              |    |
| weitere Bilder Fotos hochladen | Nikolauskapelle mit Ausstattung | Kapellenstraße 12 (Karte) |           |              |    |

## Lositz
Einzeldenkmale

| Bild                                    | Bezeichnung               | Lage     | Datierung | Beschreibung | ID |
| --------------------------------------- | ------------------------- | -------- | --------- | ------------ | -- |
| Direkt Bild zu diesem Denkmal hochladen | Kirche mit Ausstattung WD | Lositz 1 |           |              |    |

## Jehmichen
Einzeldenkmale

| Bild            | Bezeichnung | Lage        | Datierung | Beschreibung | ID |
| --------------- | ----------- | ----------- | --------- | ------------ | -- |
| Fotos hochladen | Gehöft      | Jehmichen 1 |           |              |    |

## Obernitz
Einzeldenkmale

| Bild                                    | Bezeichnung                       | Lage                                 | Datierung | Beschreibung | ID |
| --------------------------------------- | --------------------------------- | ------------------------------------ | --------- | ------------ | -- |
| Direkt Bild zu diesem Denkmal hochladen | Kirche mit Ausstattung WD         | An der Kirche 1                      |           |              |    |
| Fotos hochladen                         | Grabstätte von Heyden mit Grabmal | Friedhof (Karte)                     |           |              |    |
| Fotos hochladen                         | Gehöft                            | Geschwister-Scholl-Straße 10 (Karte) |           |              |    |
| Fotos hochladen                         | Gehöft                            | Geschwister-Scholl-Straße 24 (Karte) |           |              |    |
| weitere Bilder Fotos hochladen          | Schloss (Gesamtanlage)            | Janusz-Korczak-Straße 1/3 (Karte)    |           |              |    |
| Fotos hochladen                         | Pfarrhaus                         | Kronacher Straße 3 (Karte)           |           |              |    |

## Reichmannsdorf
Einzeldenkmale
| Bild                           | Bezeichnung                                      | Lage                         | Datierung | Beschreibung        | ID |
| ------------------------------ | ------------------------------------------------ | ---------------------------- | --------- | ------------------- | -- |
| Fotos hochladen                | Sogenannte Schwesternstation                     | Goldberg 2                   |           | ehemaliger Standort |    |
| Fotos hochladen                | Riesenbach 2                                     | Riesenbach 2                 |           |                     |    |
| weitere Bilder Fotos hochladen | Kirche mit Ausstattung, Kirchhof mit Einfriedung | Saalfelder Straße 77 (Karte) |           |                     |    |
| Fotos hochladen                | Forsthaus                                        | Saalfelder Straße 216        |           |                     |    |

## Remschütz
Denkmalensemble

| Bild            | Bezeichnung                                    | Lage                         | Datierung | Beschreibung | ID |
| --------------- | ---------------------------------------------- | ---------------------------- | --------- | ------------ | -- |
| Fotos hochladen | Denkmalensemble „Florian-Geyer-Straße 71 – 91“ | Florian-Geyer-Straße (Karte) |           |              |    |

Einzeldenkmale

| Bild            | Bezeichnung                 | Lage                            | Datierung | Beschreibung                                             | ID |
| --------------- | --------------------------- | ------------------------------- | --------- | -------------------------------------------------------- | -- |
| Fotos hochladen | Kriegerdenkmal              | Dorfanger (Karte)               |           |                                                          |    |
| Fotos hochladen | Fachwerkhaus mit Laubengang | Florian-Geyer-Straße 73 (Karte) |           | Bestandteil Denkmalensemble „Florian-Geyer-Straße 71-91“ |    |
| Fotos hochladen | Fachwerkhaus                | Florian-Geyer-Straße 83 (Karte) |           | Bestandteil Denkmalensemble „Florian-Geyer-Straße 71-91“ |    |
| Fotos hochladen | Fachwerkhaus                | Florian-Geyer-Straße 85 (Karte) |           | Bestandteil Denkmalensemble „Florian-Geyer-Straße 71-91“ |    |

## Reschwitz
Einzeldenkmale

| Bild                           | Bezeichnung                    | Lage                 | Datierung | Beschreibung                         | ID |
| ------------------------------ | ------------------------------ | -------------------- | --------- | ------------------------------------ | -- |
| Fotos hochladen                | Gehöft                         | Reschwitz 33         |           |                                      |    |
| Fotos hochladen                | Edelhof                        | Reschwitz 53         |           | 2021 wegen Einsturzgefahr abgerissen |    |
| Fotos hochladen                | Ehemaliges Gesindehaus         | Reschwitz 55         |           |                                      |    |
| Fotos hochladen                | Ehemaliges Hüthersches Mühlgut | Reschwitz 67/68      |           |                                      |    |
| weitere Bilder Fotos hochladen | Kirche mit Ausstattung         | Reschwitz 81 (Karte) |           |                                      |    |

## Schmiedefeld
Einzeldenkmale

| Bild                           | Bezeichnung                             | Lage                       | Datierung | Beschreibung | ID |
| ------------------------------ | --------------------------------------- | -------------------------- | --------- | ------------ | -- |
| Fotos hochladen                | Pfarrhaus                               | Friedhofsweg               |           |              |    |
| Fotos hochladen                | Gasthaus „Zur Barbe“/Bleiglasfenster    | Saalfelder Straße 126      |           |              |    |
| Fotos hochladen                | Wohnhaus mit Grundstück und Einfriedung | Schmiedeweg 2              |           |              |    |
| weitere Bilder Fotos hochladen | Bergkirche mit Ausstattung              | Unterer Kirchweg 7 (Karte) |           |              |    |

## Unterwirbach
Denkmalensemble

| Bild            | Bezeichnung                             | Lage                          | Datierung | Beschreibung | ID |
| --------------- | --------------------------------------- | ----------------------------- | --------- | ------------ | -- |
| Fotos hochladen | Denkmalensemble „Ortskern Unterwirbach“ | Koordinaten fehlen! Hilf mit. |           |              |    |

Einzeldenkmale

| Bild                           | Bezeichnung                                                      | Lage                   | Datierung | Beschreibung                                        | ID |
| ------------------------------ | ---------------------------------------------------------------- | ---------------------- | --------- | --------------------------------------------------- | -- |
| Fotos hochladen                | Gemeindehaus/Bestandteil Denkmalensemble „Ortskern Unterwirbach“ | Am Anger 4             |           |                                                     |    |
| weitere Bilder Fotos hochladen | Kirche mit Ausstattung                                           | Am Anger 4 A (Karte)   |           | Bestandteil Denkmalensemble „Ortskern Unterwirbach“ |    |
| Fotos hochladen                | Ehemaliger Edelhof                                               | Am Anger 21            |           | Bestandteil Denkmalensemble „Ortskern Unterwirbach“ |    |
| Fotos hochladen                | Gehöf                                                            | Am Anger 24            |           | Bestandteil Denkmalensemble „Ortskern Unterwirbach“ |    |
| Fotos hochladen                | Wohnhaus                                                         | Blankenburger Straße 2 |           | Bestandteil Denkmalensemble „Ortskern Unterwirbach“ |    |
| Fotos hochladen                | Gehöft                                                           | Blankenburger Straße 8 |           | Bestandteil Denkmalensemble „Ortskern Unterwirbach“ |    |
| Fotos hochladen                | Wohnhaus                                                         | Untere Straße 1        |           | Bestandteil Denkmalensemble „Ortskern Unterwirbach“ |    |
| Fotos hochladen                | Wohnhaus                                                         | Untere Straße 3        |           | Bestandteil Denkmalensemble „Ortskern Unterwirbach“ |    |
| Fotos hochladen                | Wohnhaus                                                         | Untere Straße 7        |           | Bestandteil Denkmalensemble „Ortskern Unterwirbach“ |    |
| Fotos hochladen                | Gehöft                                                           | Untere Straße 11       |           | Bestandteil Denkmalensemble „Ortskern Unterwirbach“ |    |
| Fotos hochladen                | Gehöft                                                           | Untere Straße 13       |           | Bestandteil Denkmalensemble „Ortskern Unterwirbach“ |    |

## Volkmannsdorf
Einzeldenkmale

| Bild                           | Bezeichnung            | Lage                     | Datierung | Beschreibung | ID |
| ------------------------------ | ---------------------- | ------------------------ | --------- | ------------ | -- |
| Fotos hochladen                | Wohnhaus               | Volkmannsdorf 22         |           |              |    |
| weitere Bilder Fotos hochladen | Kirche mit Ausstattung | Volkmannsdorf 46 (Karte) |           |              |    |

## Wickersdorf
Denkmalensemble

| Bild            | Bezeichnung                                                              | Lage             | Datierung | Beschreibung                    | ID |
| --------------- | ------------------------------------------------------------------------ | ---------------- | --------- | ------------------------------- | -- |
| Fotos hochladen | Denkmalensemble „Gesamtanlage ehemalige Freie Schulgemeinde Wickersdorf“ | Wickersdorf 1/22 |           | Freie Schulgemeinde Wickersdorf |    |

Einzeldenkmale

| Bild                           | Bezeichnung          | Lage                   | Datierung | Beschreibung | ID |
| ------------------------------ | -------------------- | ---------------------- | --------- | ------------ | -- |
| weitere Bilder Fotos hochladen | Talmühle (Sägemühle) | Wickersdorf 47 (Karte) |           |              |    |
| Fotos hochladen                | Dorfbackhaus         | Wickersdorf 56 a       |           | Neubau 2013  |    |

## Wittgendorf
| Bild            | Bezeichnung                     | Lage          | Datierung | Beschreibung | ID |
| --------------- | ------------------------------- | ------------- | --------- | ------------ | -- |
| Fotos hochladen | Gehöft                          | Ortsstraße 10 |           |              |    |
| Fotos hochladen | Wohnhaus                        | Ortsstraße 30 |           |              |    |
| Fotos hochladen | Wohnstallhaus                   | Ortsstraße 32 |           |              |    |
| Fotos hochladen | Gehöft                          | Ortsstraße 39 |           |              |    |
| Fotos hochladen | Wohnhaus (Rest einer Hofanlage) | Ortsstraße 43 |           |              |    |
| Fotos hochladen | Shell-Benzintanksäule           | Ortsstraße 59 |           |              |    |

## Wittmannsgereuth
Einzeldenkmale

| Bild                           | Bezeichnung            | Lage                       | Datierung | Beschreibung | ID |
| ------------------------------ | ---------------------- | -------------------------- | --------- | ------------ | -- |
| weitere Bilder Fotos hochladen | Kirche mit Ausstattung | Wittmannsgereuth 1 (Karte) |           |              |    |

## Witzendorf
Einzeldenkmale

| Bild            | Bezeichnung | Lage         | Datierung | Beschreibung | ID |
| --------------- | ----------- | ------------ | --------- | ------------ | -- |
| Fotos hochladen | Wohnhaus    | Witzendorf 7 |           |              |    |

## Wöhlsdorf
Einzeldenkmale

| Bild                           | Bezeichnung                                                  | Lage         | Datierung | Beschreibung | ID |
| ------------------------------ | ------------------------------------------------------------ | ------------ | --------- | ------------ | -- |
| weitere Bilder Fotos hochladen | Denkmal Prinz Louis Ferdinand von Preußen                    | B 85 (Karte) |           |              |    |
| Fotos hochladen                | Gedenkstein für das Gefecht bei Saalfeld am 10. Oktober 1806 | B 85 (Karte) |           |              |    |

## Quelle
- Denkmalliste des Landkreises Saalfeld-Rudolstadt. (PDF; 632 kB) kreis-slf.de